# Celada Marlantes
Celada Marlantes es una localidad del municipio de Campoo de Enmedio (Cantabria, España). En el año 2024 contaba con una población de 30 habitantes (INE). Está a una distancia de 7,4 kilómetros de la capital municipal, Matamorosa. Se encuentra a una altitud de 1.023 m s. n. m. De su patrimonio destaca el Bien de Interés Cultural llamado Castro de Las Rabas, cántabro, datado en los siglos II-I a. C..
También es significativo el imponente viaducto que salva la vaguada del Arroyo Marlantes, obra pontonera correspondiente a una de las primeras líneas ferroviarias españolas. Se trata de la conocida Alar del Rey-Santander, en cuyo primer tramo que une precisamente Alar del Rey con Reinosa -difícil tramo de aproximadamente 50 kilómetros con orografía complicada- se construyeron 13 puentes, generalmente de estructura mixta, con pilas y estribos de sillería y tableros de hierro a base de vigas en celosía; la obra más significativa de esta sección o tramo lo constituye este viaducto de Celada Marlantes con una longitud de 123 metros y que dispone de 10 bellos arcos de medio punto muy peraltados que apoyan en potentes pilas a base de sillería de piedra caliza. Este tramo de la línea ferroviaria se empezó en el año 1.852 y se inauguró el 24 de marzo de 1857. Es conocido como Viaducto de Celada y ciertamente, en el mundo de la fotografía de estructuras y obra civil, lo inmortalizó el ingeniero y fotógrafo inglés William Atkinson, que tomó diferentes imágenes de la construcción de la línea entre los años 1.855 y 1.857 entre las que destaca esta preciosa obra pontonera.

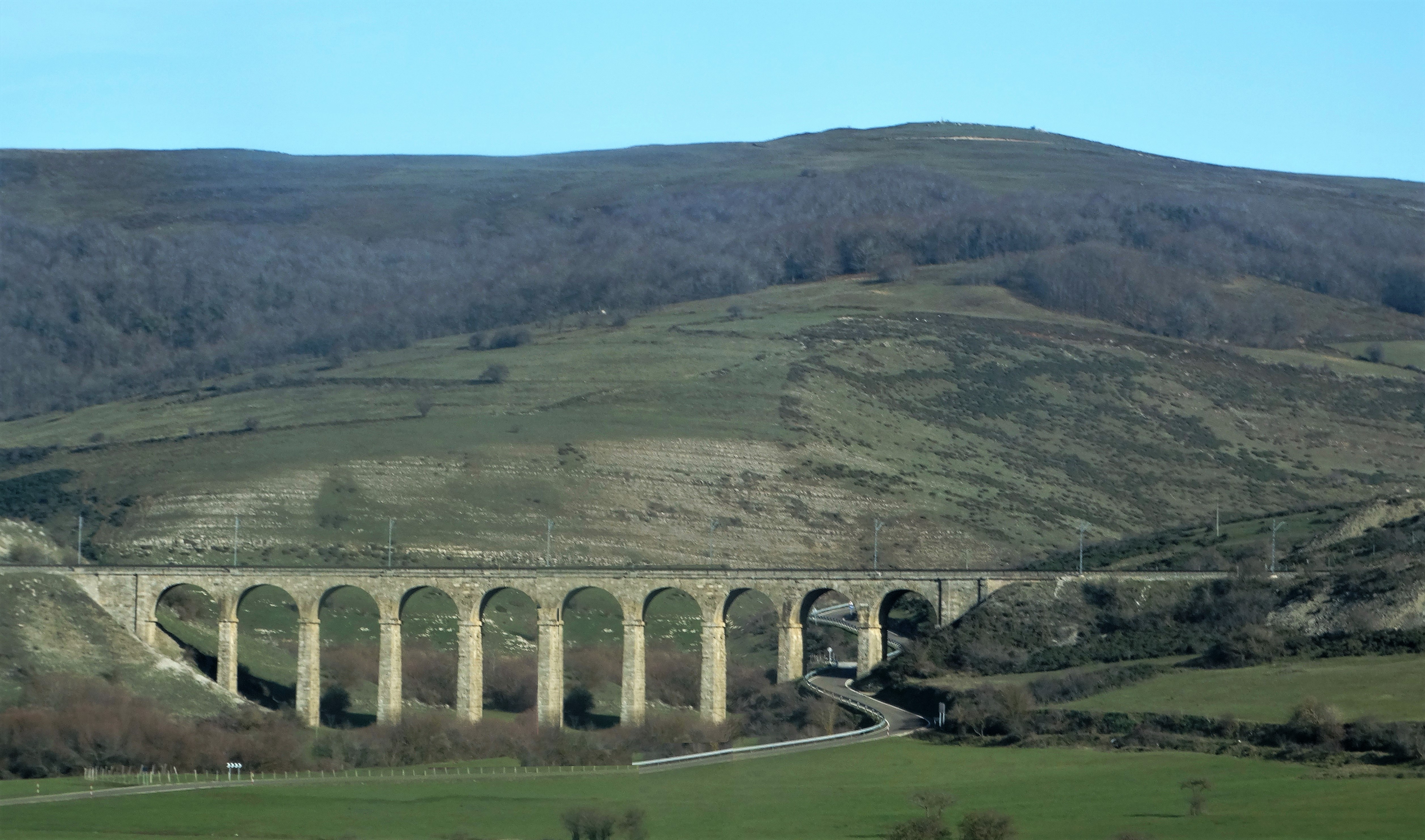
Viaducto ferroviario.

Por aquí pasa el sendero de Gran Recorrido GR-99 o Sendero del Ebro, que desde Fontibre en Cantabria lleva hasta el Delta del Ebro. Igualmente, se ha recuperado una senda natural desde Celada Marlantes hasta Retortillo, de 5.900 metros de largo que pasa cerca del castro cántabro de Las Rabas y los campamentos romanos de La Poza, acabando en la ciudad romana de Julióbriga, de dificultad baja, valor ambiental muy alto y valor histórico-cultural muy alto.